# Basso (Nápoles)

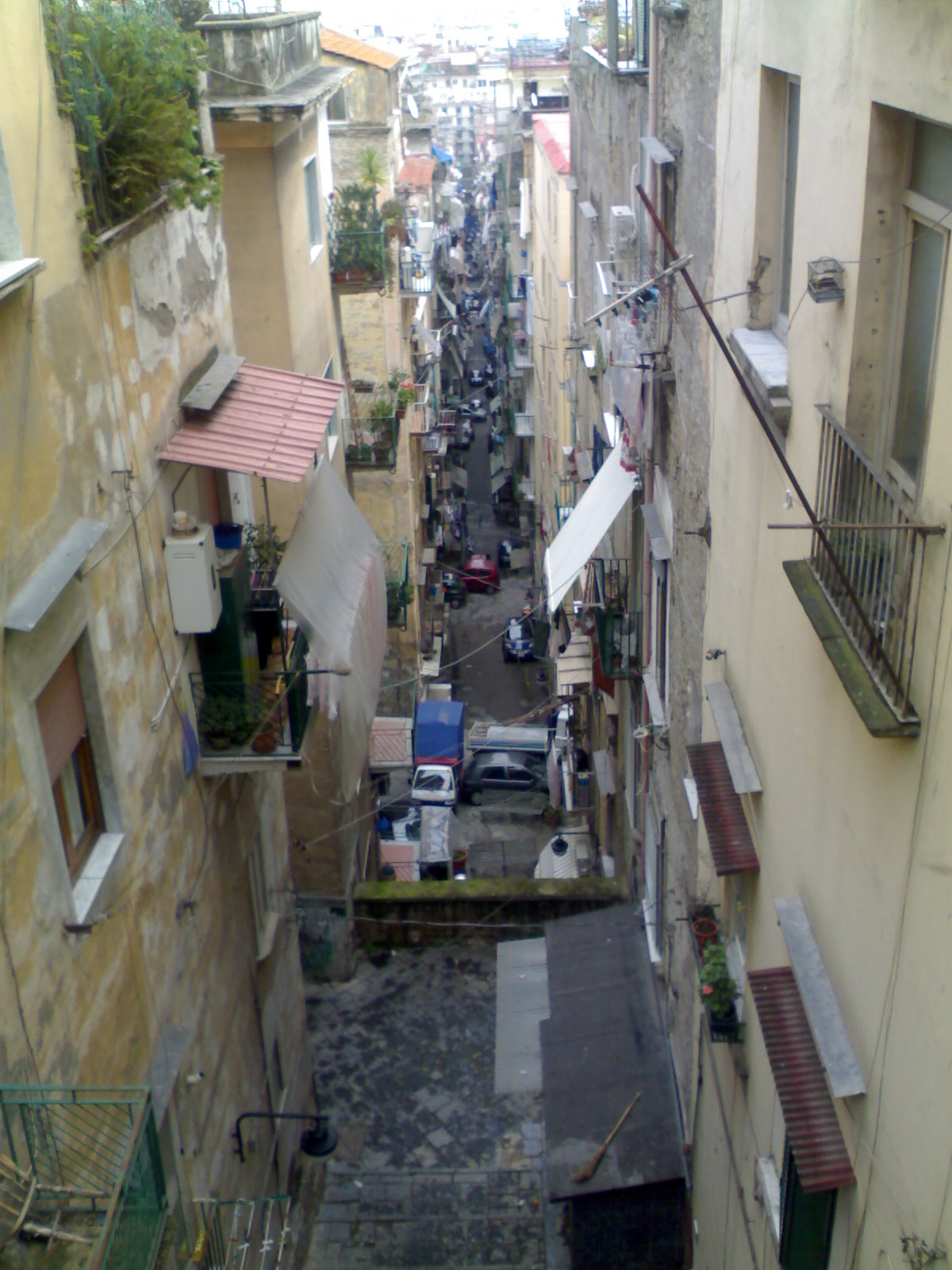
Los Quartieri Spagnoli, donde se pueden encontrar numerosos bassi.

Los bassi (en singular basso), también conocidos con el término napolitano 'o vascio son pequeñas viviendas de una o dos habitaciones situadas en la planta baja, con acceso directo desde la calle. Los bassi, característicos de la ciudad de Nápoles, Italia, pero también de sus alrededores, se consideran expresión de degradación urbanística y social.

## Historia
Con precisión, la historia del basso no es segura, muchos recuerdan los textos de Boccaccio del siglo XIV; otras citas se remontan al siglo XV en los textos de Masuccio Salernitano y el Pentamerón de Giambattista Basile, en plena época barroca. Una verdadera mención del basso es en el siglo XIX, por parte de Antonio Ranieri, a quien siguieron otros.
A lo largo de los siglos estos lugares han sido escenario de sucesos trágicos de la historia de Nápoles, como las numerosas epidemias de peste y cólera por culpa de las malas condiciones higiénicas. Durante la unificación italiana brotaron cinco epidemias de cólera y el gobierno sabaudo promovió la ley para el saneamiento de los barrios populares (Porto, Pendino) que preveía realizar grandes obras para mejorar la salud de los ciudadanos. 
Según el censo realizado en 1881, en Nápoles había 22 785 bassi y en ellos vivían 105 257 napolitanos; en 1931 el número de bassi había aumentado a 43 507 con una población de 218 865, es decir, casi el 26% de los napolitanos vivía en condiciones pésimas, mientras que en los años cincuenta había 65 000 y hoy se estima que hay unos 40 000. Durante el fascismo los bassi fueron evacuados, pero fueron reocupados durante la guerra, y todavía hoy se pueden ver este tipo de viviendas incluso en los barrios populares de nueva construcción. Sin embargo, hoy está difundida su reconversión en tiendas, bodegas, garajes... Además en muchos bassi del centro histórico es posible encontrar trampillas que conducen a la Nápoles subterránea, donde se pueden ver valiosos restos greco-romanos en el subsuelo.

## Influencia artística

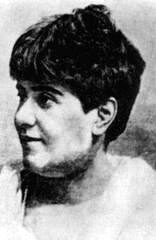
Matilde Serao ofreció una buena descripción de los bassi.

Una interesante descripción de los bassi la ofrece Matilde Serao, que vivió durante algunos años en un basso de la Piazzetta Ecce Homo y los describe así:

Casas en las que se cocina en un cuchitril, se come en el dormitorio y se muere en la misma habitación donde otros duermen y comen; casas cuyos sótanos, también habitados por gente humana, se parecen a las antiguas, ahora abolidas, cárceles criminales de Vicaria

Aunque que el basso es una vivienda destinada al pueblo que no puede permitirse otras soluciones, el dramaturgo Eduardo De Filippo consiguió inspirarse de los bassi, ambientación insustituible de sus famosas comedias, donde exhalan malos olores, pero bulle una humanidad viva y rica en sentimientos; de los bassi ha hablado también Curzio Malaparte, con los que evoca la miseria.